# Ferrari 599 GTB Fiorano
O 599 GTB Fiorano é um Grand Tourer da Ferrari equipado com motor V12. É atualmente o terceiro modelo de rua mais veloz da Ferrari, ficando pra trás apenas da Ferrari 599 GTO e da Ferrari F12 Berlinetta e se igualando ao superesportivo Ferrari Enzo, que não é mais produzido. O 599 GTB Fiorano acelera de 0 a 100 km/h em 3,7 segundos e atinge 330 km/h de velocidade máxima. Vai dos 0-200km/h em 11,4 segundos.